# Colette (cantante)
Rocío Colette Acuña Calzada (Ciudad Victoria, Tamaulipas; 3 de junio de 1982), conocida simplemente como Colette, es una cantante y compositora mexicana.  Se dio a conocer en 2006 como participante del reality show de Televisión Azteca La Academia en su quinta edición nombrada «La generación de la luz» en donde obtuvo el segundo lugar del certamen de canto.
Después de su pasó en el reality La Academia, a comienzo de 2007 lanzó a la venta su primera producción discográfica llamada «A mí manera» como parte del premio por haber obtenido el segundo lugar un contrato con la disquera Sony BMG más un millón y medio de pesos, posteriormente lanzó el segundo material llamado «Colette» de donde se desprendió el sencillo «Cara a cara», tema originalmente interpretado por Dulce.
En 2022 se le fue otorgado el título de embajadora de cultura en el Congreso de los Estados Unidos.

## Biografía

### 1986-2006: Primeros años,La Academia
Rocío Colette Acuña Calzada nació en Ciudad Victoria, Tamaulipas el 7 de junio de 1986. Tiene un mediohermano llamado Rafael Anaya, es hija de Eleonora "Leonor" Calzada, sobrina de Consuelo Vidal, ambas cantantes.
A los 8 años, Colette sufrió el abandono por parte de su padre, con quién se reencontró años después. Desde los 15 años de edad empezó a tomar clases de canto.
En 2006, hizo el casting de la quinta generación de La Academia, conocida como La Academia Cinco, o también llamada como «La generación de la luz».
En sus primeros días de su participación, sufrió gran parte de su aislamiento de su madre, quién vivió una operación de la garganta, dicho a esto en el concierto 6 Colette interpretó el tema A mi manera de Frank Sinatra, canción con que se daría a conocer al público y misma que interpretó junto con su madre, luego del éxito de su operación tras una aparición especial en el foro del programa, la interpretación conmovió a la jueza Lolita Cortés, quien mencionó que era un orgullo ver su crecimiento de la interprete. Durante el concierto 18 es «amadrinada» por la exparticipante y ganadora de la primera generación, Myriam Montemayor. Interpretaciones como Vive y Como te va mi amor junto a Myriam fue aplaudida y reconocida, compartió un dueto con Carlos Rivera, Vivo por ella como mejor alumna.
Durante más de 22 semanas de permanecer en la competencia, Colette se coronó con el segundo lugar la fecha del 17 de diciembre de 2006, obtuviendo un premio económico de un millón y medio de pesos ($1,500,000), más un contrato con la disquera Sony BMG, seguido de Samuel Castelán Marini siendo este el ganador y Marbella Corella en tercer puesto. Preparando su primera producción discográfica, además de algunos temas agregados al disco recopilatorio Lo mejor de La Academia Cinco.

### A mí manera y Colette(2007-2009)
Es invitada para la interpretación de un villancico navideño en el disco Navidad con las estrellas de La Academia.
En 2007, lanza al mercado 2 álbumes discográficos de nombres «A mi manera» y «Colette», el primer álbum recopila las mejores presentaciones que hizo en La Academia Cinco como Aire, A mí manera, Ahora que soy libre, La cima del cielo, A quién le importa, Como tú y Señora, lanzado al mercado el 25 de enero de 2007 en formato CD y DVD, incluyendo una gira promocional, la cual tuvo que suspender debido a problemas de salud en las cuerdas vocales,  una de sus presentaciones sería en el Palacio de los deportes, en Ciudad de México, así también sufrió un choque automovilístico, el disco logró obtener la certificación de oro por más de 75,000 copias vendidas en el mercado mexicano, el segundo y último álbum de estudio llamado Colette fue sacado a la venta el 16 de noviembre del mismo año, con 5 covers y 8 temas inéditos, llegó a escucharse en España, Estados Unidos y en América Latina, lanzándola al estrellato de la mano del productor español Rafael Pérez Botija. Este alcanzó más de 45,000 ejemplares vendidos en México, contando también con disco de oro.
El tema «A mi manera» sería usado para tema de despedida de las expulsiones del programa de canto Disco de oro, transmitido por Televisión Azteca.
Luego del lanzamiento de su segundo disco sufrió problemas con su contrato con TV Azteca, mismo que la dejó sin proyectos, además del lanzamiento de su primer sencillo «Cara a cara» como tema principal el mismo que había interpretado Dulce la cantante. Tan sólo hace una aparición en un episodio del programa Lo que callamos las mujeres bajo un capítulo biográfico. En 2009 regresa a la televisión con la tercera edición del reality show Desafío de estrellas llamada El gran desafío de estrellas siendo eliminada de la competencia.
Se aleja de la televisión debido a pleitos legales con TV Azteca, lo que la hace quedar sin proyecto alguno.

### La voz México(2018)
Después de que le otorgaran su carta de retiro a firmas de diferentes contratos y de no aparecer en televisión, es hasta el año 2018 en donde reaparece participando en el reality show La voz México de Televisa, a lo que es invitada para participar en el programa, mismo donde participaría Carlos Rivera como entrenador a quien ya había conocido y quien elegiría como guía, debido a que también fuera participante de La Academia. Mismo caso que el de Erika Alcocer Luna, quién participó en la misma edición, en donde ambas fueron criticadas por su respectiva participación.
Durante su estancia en el reality audicionó con el tema «Culpable o no», al seguir en la siguiente etapa, en Las batallas interpretó el tema «Sin miedo a nada» de Álex Ubago, a lado de Dulce Najar, por parte de Carlos Rivera, mismo que ya no la eligió, por lo que fuera "robada" por Anitta, sólo logró llegar a las semifinales luego de interpretar el tema «Yo quería», tema que su entrenadora le otorgara pero no pudo llegar a la gran final del programa, siendo eliminada durante la etapa de la semifinal.

### 2018-2024: Acústicos y sencillosContigo, Vuelvo a comenzar y Vivir
Finalizada su participación en el reality, en 2019 Colette lanza en una versión acústica los temas que interpretó en La voz México, bajo la abreviatura "CLT" como nombre discográfico, debido a que no fueron de su agrado las interpretaciones que tuvo en el programa y a que le modificaron su tono de voz.
Al mismo año es la telonera de los conciertos de Pandora en la gira Más Pandora que nunca en diferentes escenarios.
Durante 2021 ofrece un concierto en línea, debido a la pandemia de COVID-19 en México, además festeja 15 años de trayectoria artística, bajo un sencillo que estaba preparado desde 2020 llamado Contigo.
En 2022 lanza los sencillos Vuelvo a comenzar y Vivir, canciones de su autoría, regresa a La Academia en su edición de 20 años como invitada musical, interpretando el tema Vivir.
En 2024 regresa a los escenarios musicales, luego de un intento fallido de 2 años antes, en esta ocasión vuelve con la gira Generaciones Tour, de Ari Borovoy para Bobo Producciones, en donde participa junto a exparticipantes de La Academia como Myriam Montemayor, Erasmo Catarino, Erika Alcocer Luna, Samuel Castelán Marini, entre otros.

## Otros proyectos
Televisión
- La Academia Cinco (2006) - Participante (2.° lugar)
- Lo que callamos las mujeres (2008) - Ep. «Colette»
- El gran desafío de estrellas (2009) - Participante
- La voz México (2018) - Participante / semifinalista
- La Academia 20 años (2022) - Invitada musical

## Vida privada
Durante el lapso de 2007 se hizo algunas operaciones en el rostro, específicamente en nariz y parpados, los cuales modificó en su cara.
En 2021 nace su primer y único hijo mediante la fecundación in vitro, lo hizo público en su cuenta de Instagram.

## Distinciones honoríficas
El 25 de abril de 2007 Colette es nombrada «Hija predilecta de Ciudad Victoria», en Tamaulipas.

### Embajadora de cultura
En julio de 2022 es reconocida en una ceremonia organizada por el Congreso de los Estados Unidos como vocera de migrantes y embajadora de cultura en el país del norte, entregado por el congresista del estado J. Luis Correa en Florida, Estados Unidos.

«"Presea y reconocimiento como Embajadora de cultura y vocera de migrantes por parte de Casa Morelos y el Congreso de los Estados Unidos."»
Colette

## Discografía

### Álbumes
| Año       | Álbum       | Discográfica |
| --------- | ----------- | ------------ |
| 2007      | A mi manera | Sony BMG     |
| 2007-2008 | Colette     | Sony BMG     |

### Sencillos
- 2007: Cara a cara
- 2022: Vuelvo a comenzar
- 2022: Vivir

### Acústicos
- 2019: Sin miedo a nada[28]
- 2019: Yo quería[29]
- 2019: Culpable o no[30]
- 2021: Contigo

### Colaboraciones discográfica
- Lo mejor de La Academia Cinco (2006)
- Navidad con las estrellas de La Academia (2006)
- Lo mejor de La Academia (2008)

### Concierto en línea
- 2021: Colette CLT, Concierto en vivo